# Charézier
Charézier település Franciaországban, Jura megyében. Lakosainak száma 169 fő (2022. január 1.). Charézier Charcier, Vertamboz, Blye, Châtillon, Mesnois, Patornay és Uxelles községekkel határos.

## Népesség
A település népességének változása:
| Lakosok száma | 140  | 104  | 116  | 146  | 154  | 166  | 175  | 178  | 175  | 169  |
|               | 1968 | 1982 | 1990 | 2006 | 2013 | 2015 | 2017 | 2019 | 2020 | 2022 |